# Pyrgus sidae
Bướm nhảy dải vàng (Pyrgus sidae) là một loài bướm nhảy (trong họ Hesperiidae). Nó phân bố ở nam và đông châu Âu.
Sải cánh 32–38 mm. Ấu trùng ăn Abutilon avicennae.

## Hình ảnh

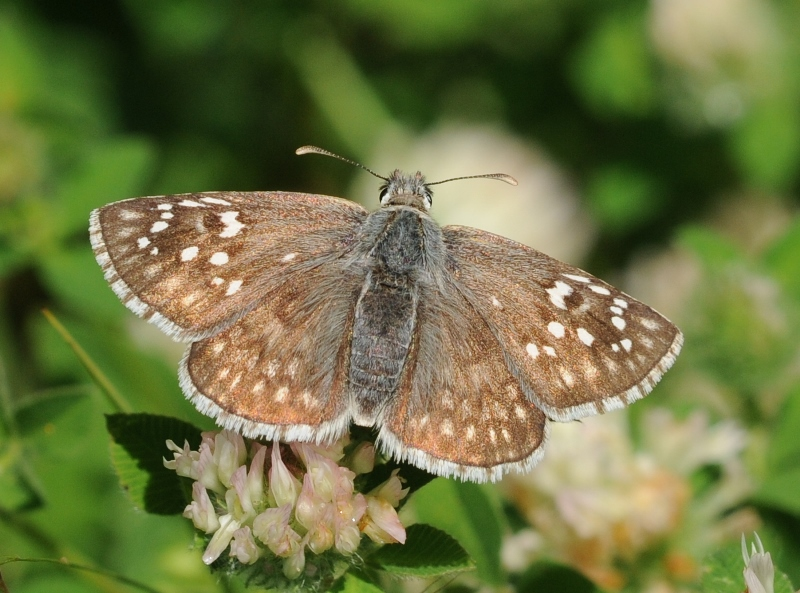